# Ravno, Krško
Ravno je naselje v Občini Krško.